# Wilderness Air

Logo der Wilderness Air bis zum 15. November 2022

Logo bis zum 28. Februar 2011

Wilderness Air (bis 2011 Sefofane Air Charters (ICAO: SFE)) ist eine Fluggesellschaft mit Sitz in Maun und Windhoek. Sie besitzt zudem Zweigstellen in Sambia und Simbabwe.
Wilderness Air wurde 1991 von Neil und Suzy Lumsden mit nur einem Flugzeug gegründet. Heute umfasst die Flotte von Wilderness Air in ihren vier Einsatzländern knapp 30 Maschinen (Stand Oktober 2022). Wilderness Air ist eng mit dem Luxusunterkünfte-Betreiber Wilderness (bis November 2022 Wilderness Safaris) verbunden und bietet unter anderem exklusive Fly-In-Safaris für diesen an.

## Geschäftsbereiche
- Linienflüge
- Charterflüge
- Sonder- und Rettungsflüge
- Luftfahrzeug-Instandhaltung (Northern Air Maintenance)
- Flugschule (Sefofane Flight Training Centre)

## Flugziele
Wilderness bietet Linienflüge in Botswana sowie vor allem seit Januar 2009 in Namibia an. Hinzu kommt ein im ganzen südlichen Afrika operierendes Chartergeschäft. Es werden unter anderem im täglichen Linienverkehr alle Unterkünfte von Wilderness Safaris in Namibia untereinander und mit dem Hosea Kutako International Airport bei Windhoek bedient.

## Flotte
Mit Stand Oktober 2022 besteht die Flotte von Wilderness Air 29 Flugzeugen der folgenden Flugzeugtypen:
- Cessna 206G
- Cessna 208B Grand Caravan
- Cessna 210N
- Reims-Cessna F406